# Tersus crassicornis
Tersus crassicornis is een keversoort uit de familie Schizophoridae. De wetenschappelijke naam van de soort is voor het eerst geldig gepubliceerd in 1926 door Martynov.